# Sclerolaena patenticuspis
Sclerolaena patenticuspis är en amarantväxtart som först beskrevs av R. H. Anderson, och fick sitt nu gällande namn av Oskar Eberhard Ulbrich. Sclerolaena patenticuspis ingår i släktet Sclerolaena och familjen amarantväxter. Inga underarter finns listade i Catalogue of Life.

## Bildgalleri

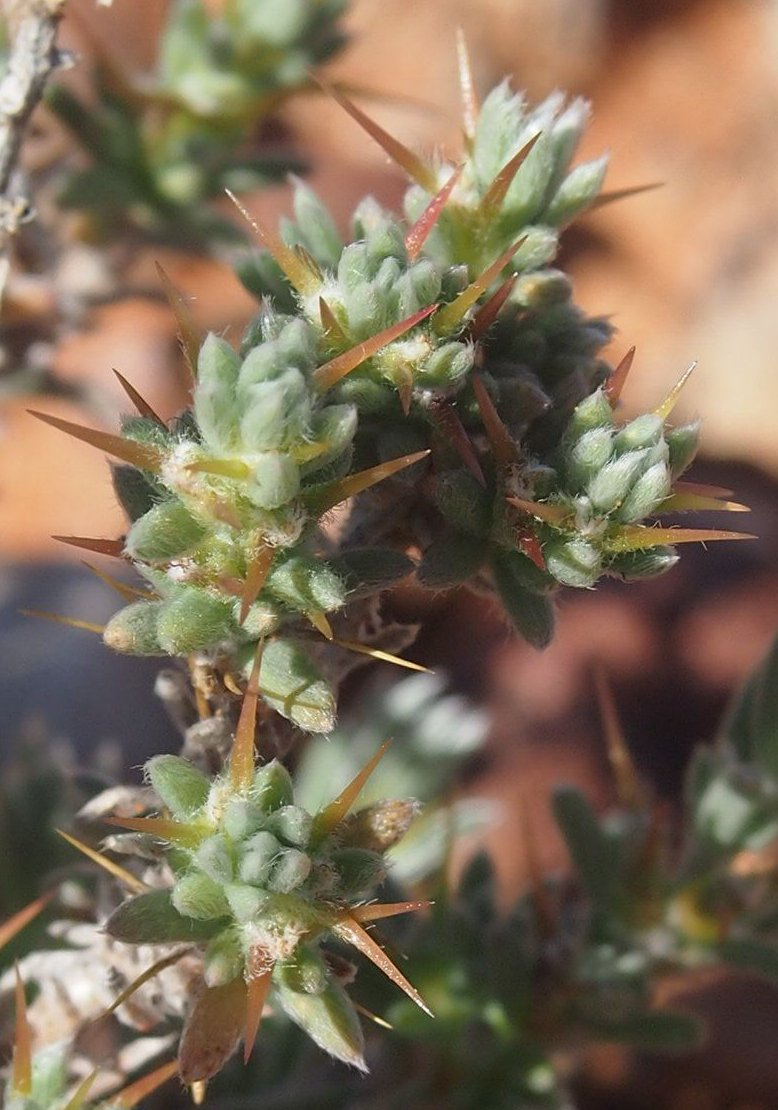
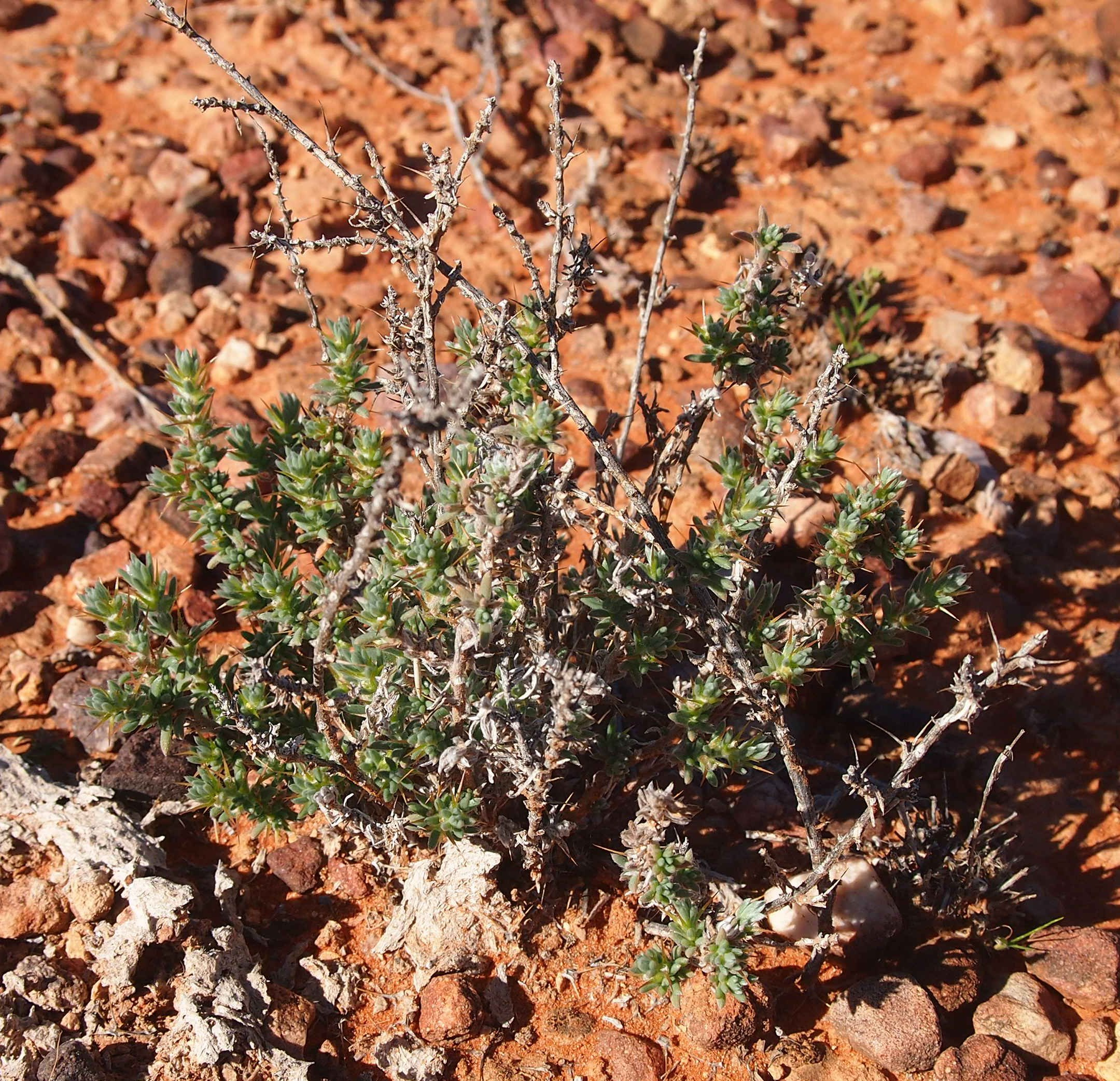